# Maria Heiskanen
Maria Heiskanen (Kuopio, 21 agosto 1970) è un'attrice finlandese.

## Biografia
Nel 2008 ha vinto il Premio per la miglior attrice alla Semana Internacional de Cine de Valladolid per  la sua interpretazione in Maria Larssons eviga ögonblick diretto da Jan Troell.

## Filmografia parziale
- Il capitano, regia di Jan Troell (1991)
- As White as in Snow (Så vit som en snö), regia di Jan Troell (2001)
- Le luci della sera (Laitakaupungin valot), regia di Aki Kaurismäki (2006)
- Maria Larssons eviga ögonblick, regia di Jan Troell (2008)
- Foglie al vento (Kuolleet lehdet), regia di Aki Kaurismäki (2023)

## Riconoscimenti
- 2009 - Guldbagge
  - Miglior attrice per Maria Larssons eviga ögonblick